# Péruwelz
Péruwelz ist eine Gemeinde in der Provinz Hennegau im wallonischen Teil im Süden Belgiens, unmittelbar an der Grenze zu Frankreich.

## Geschichte
Obwohl Peruwelz an der antiken Straße Gent – Valenciennes liegt, fehlen bis ins 11. Jahrhundert passende und nachweisbare Belege für die Existenz einer Siedlung. Jahreszahlen, die belgische Historiker benutzen, dürften sich nicht auf Peruwelz beziehen: Ein 881 genanntes "Petra" bedeutet "Stein" und müsste sich im französischen Sprachraum zu "Pierre-" fortentwickelt haben (Beispiele: Aus "Petri villa" wurde Pierreville und aus "Ponte Petro" wurde Pierrepont). Viel besser zu Peruwelz passt ein 1026 genanntes "Pereweis" (in www.valleedelahaine.be ohne Quellenangabe). 1095 soll eine Kirche der Abtei Aubechies geschenkt worden sein (in www.crw.flags.com ohne Quellenangabe). Doch selbst über das Kloster Aubechies sind weder Urkunden noch andere Nachweise zu finden, und die internationale historische Datenbank "Regnum Francoruim online" kennt Aubechies überhaupt nicht und nennt für Peruwelz keine Quellen. Das Kloster Aubechies soll 1077 gegründet worden sein. Eine Gründungsurkunde wurde bisher nicht gefunden. Ein Historiker meint, dass das in einer Urkunde Kaiser Heinrichs III. von 1040 genannte "Petras Boseras" auf Peruwelz bezogen werden kann (Quelle: MGH DD H III, 48), doch sind aus Gründen der Namensentwicklung Zweifel angebracht. Weitere geschichtliche Daten sind sicher in dem Buch "Petit: Histoire ... de Peruwelz" zu finden, doch erschien diese Sekundärliteratur schon 1871 und ist noch nicht online verfügbar. Neuere Literatur scheint es nicht zu geben, obwohl Peruwelz seit 1910 über eine "Basilica minor" verfügt: Papst Pius X. persönlich verlieh diesen seltenen Titel der 1885–1892 erbauten neugotischen Marien-Wallfahrtskirche, auch "Basilique Notre-Dame-de-Bon-Secours" genannt. Vorbild für diesen Zentralbau in der seltenen Form eines Oktogons war sicher das Oktogon des Aachener Doms. Die belgische Post hat diese einzigartige Kirche auf einer Briefmarke abgebildet (Michel Benelux 2022 Nr. 2344).

## Gemeindegliederung

Orte in der Gemeinde Péruwelz

Die Gemeinde wurde 1977 gebildet durch den Zusammenschluss folgender Gemeinden, die jetzt Ortsteile sind:
- Péruwelz (I.)
- Bon-Secours (II.)
- Roucourt (III.)
- Bury (IV.)
- Braffe (V.)
- Baugnies (VI.)
- Wasmes-Audemez-Briffoeil (VII.)
- Brasmenil (VIII.)
- Wiers (IX.)
- Callenelle (X.)

Weitere Ortschaften innerhalb dieser ehemaligen Gemeinden sind: Briffœil (XI.), Audemez (XII.), Ringies (XIII.) und Ponange (XIV.).

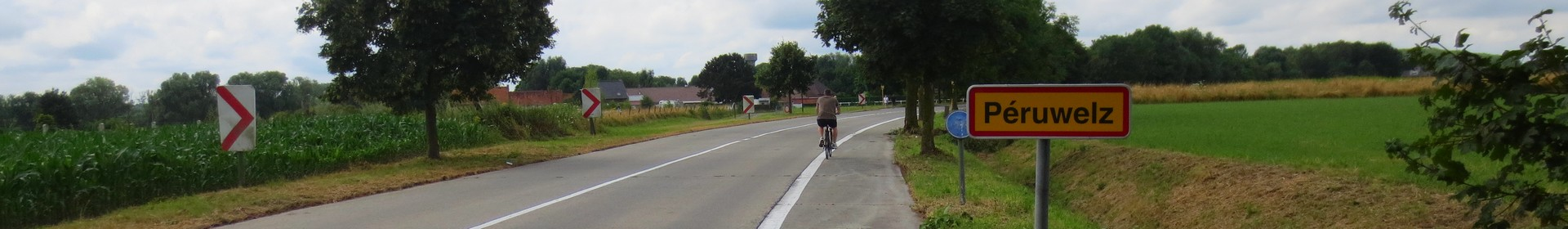
Péruwelz

## Partnerschaften
Péruwelz ist durch Partnerschaften verbunden mit den französischen Gemeinden Paray-Vieille-Poste im Département Essonne (seit 1976) und Jaunay-Clan im Département Vienne (seit 1976).

## Persönlichkeiten
- Jean Absil (1893–1974), Komponist, wurde im Ort Bon-Secour der Gemeinde Péruwelz geboren
- Louis Constant Wairy, Haupt-Kammerknecht von Napoleon Bonaparte ist in Péruwelz geboren. Er ist Autor von umfangreichen Memoiren über seine Erfahrungen am französischen Kaiserlichen Hof, die in viele Sprachen übersetzt wurden.

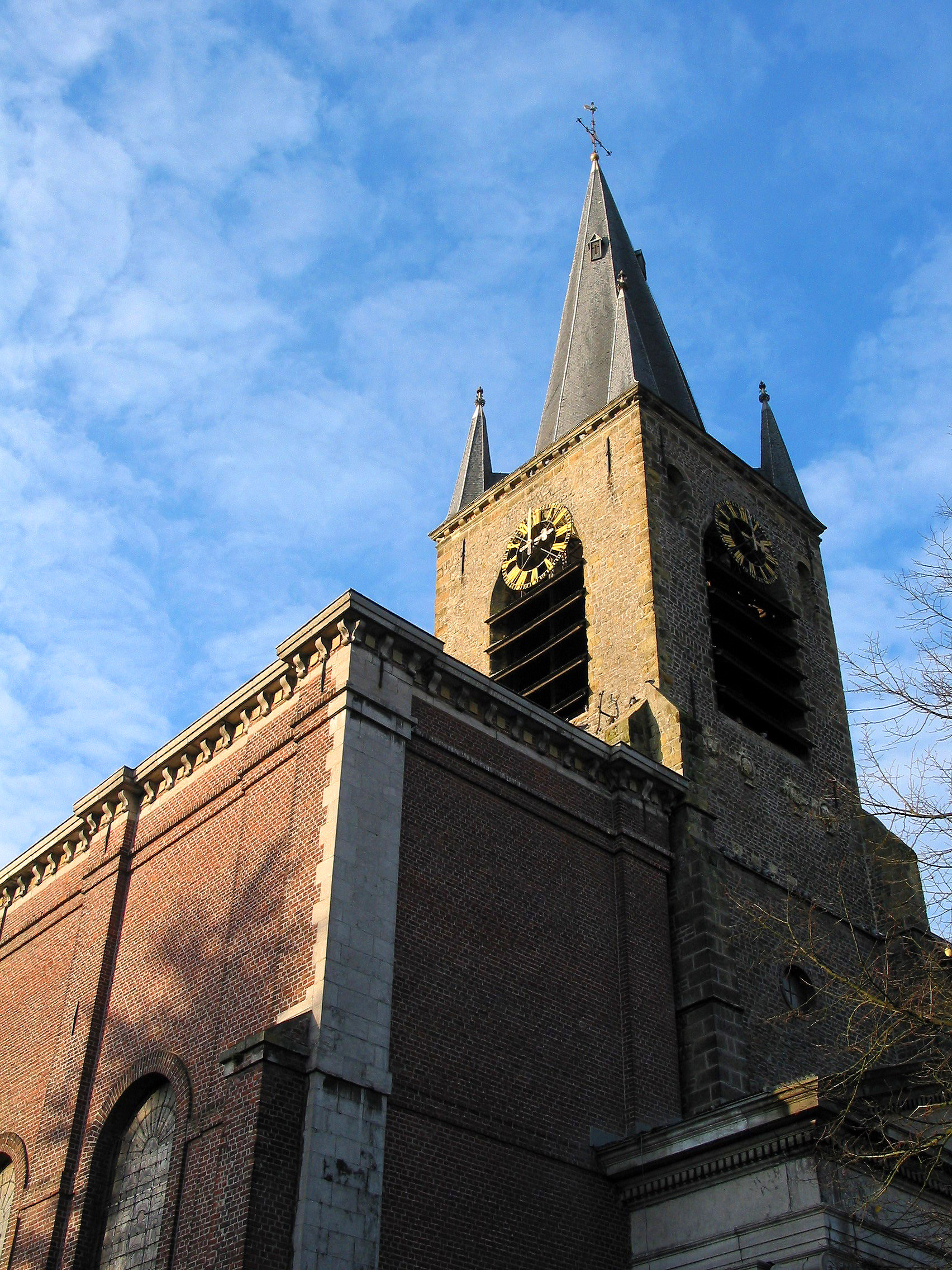
Kirche Saint-Quentin
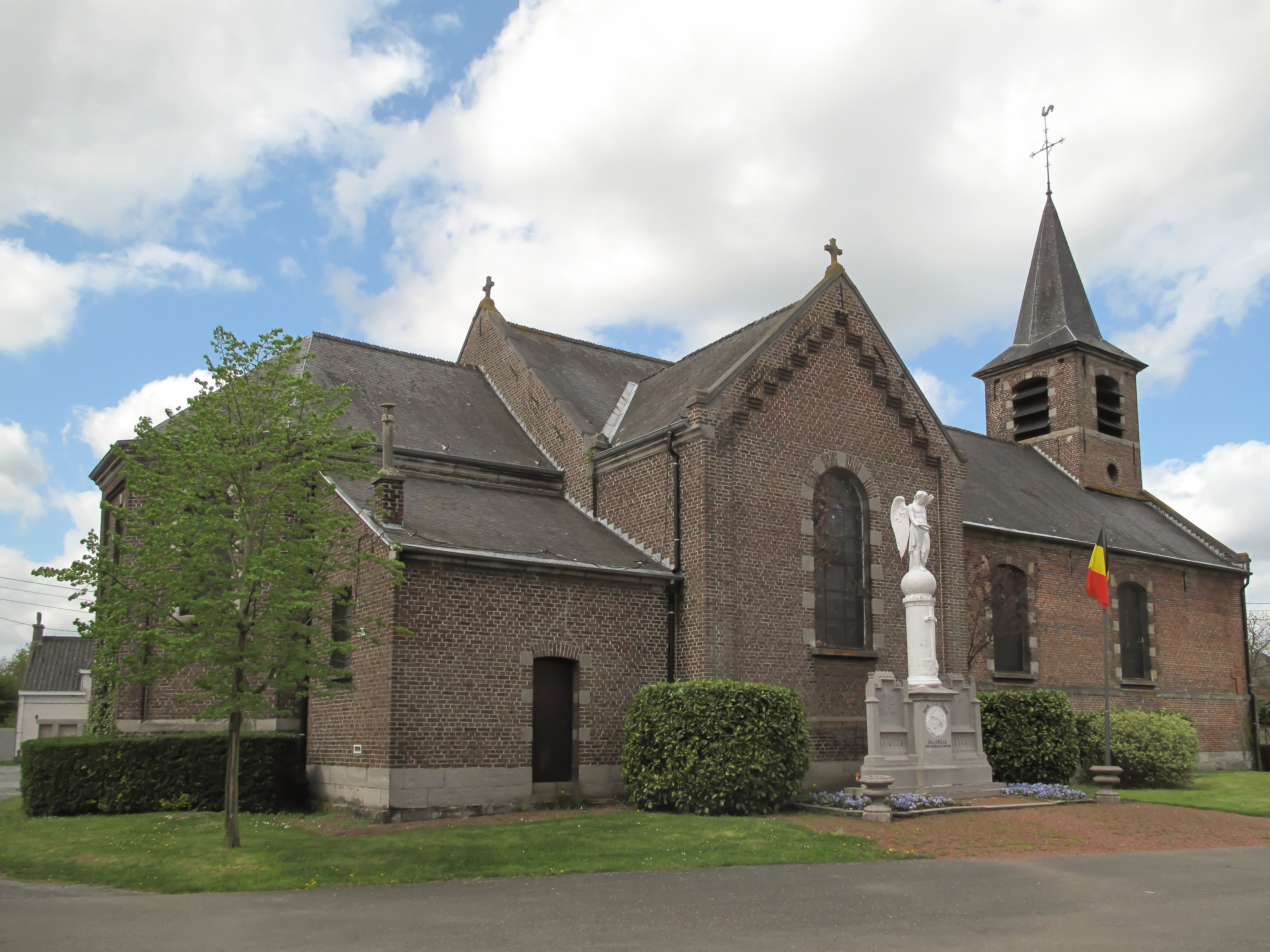
Kirche in Callenelle
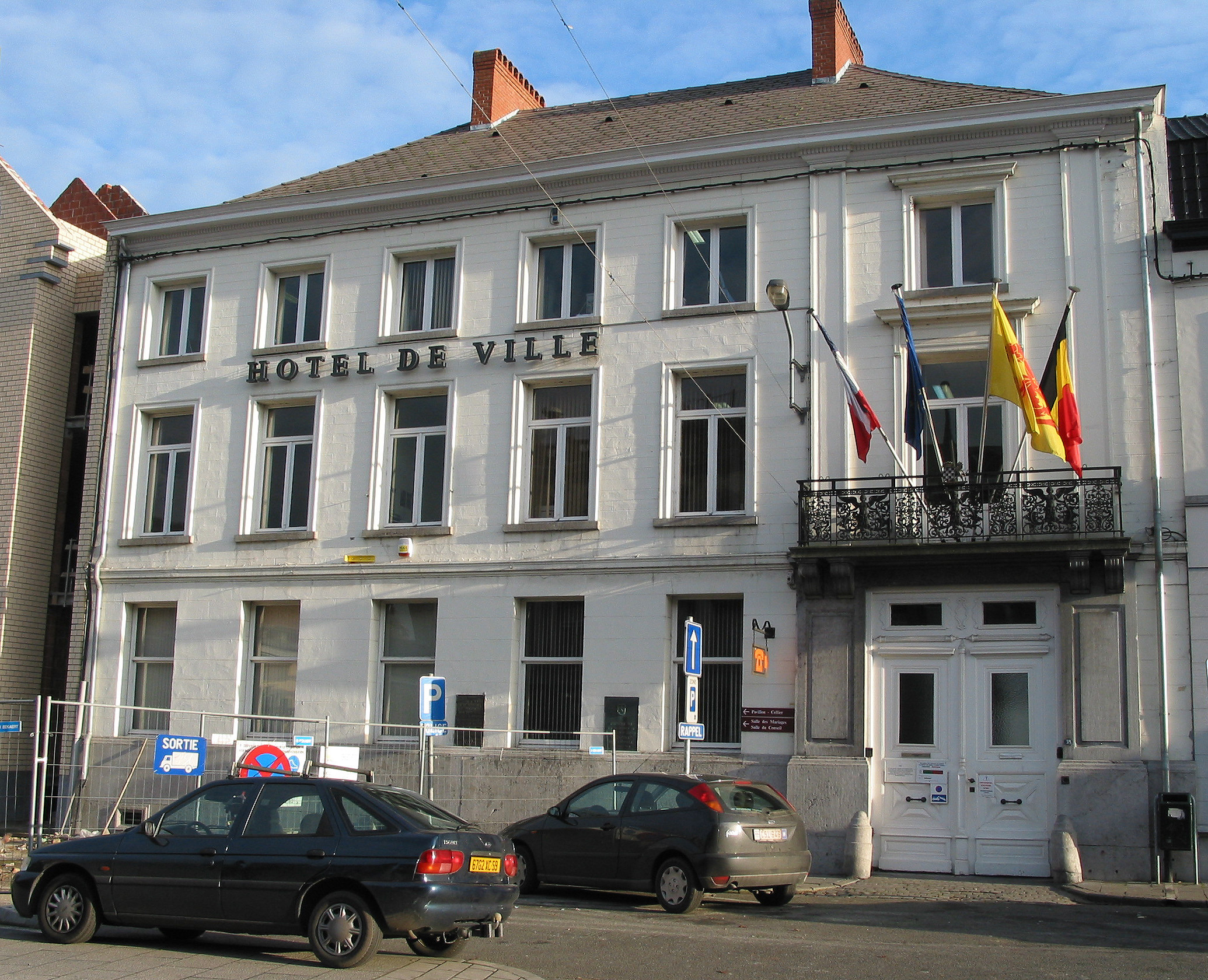
Hôtel de Ville (Rathaus)
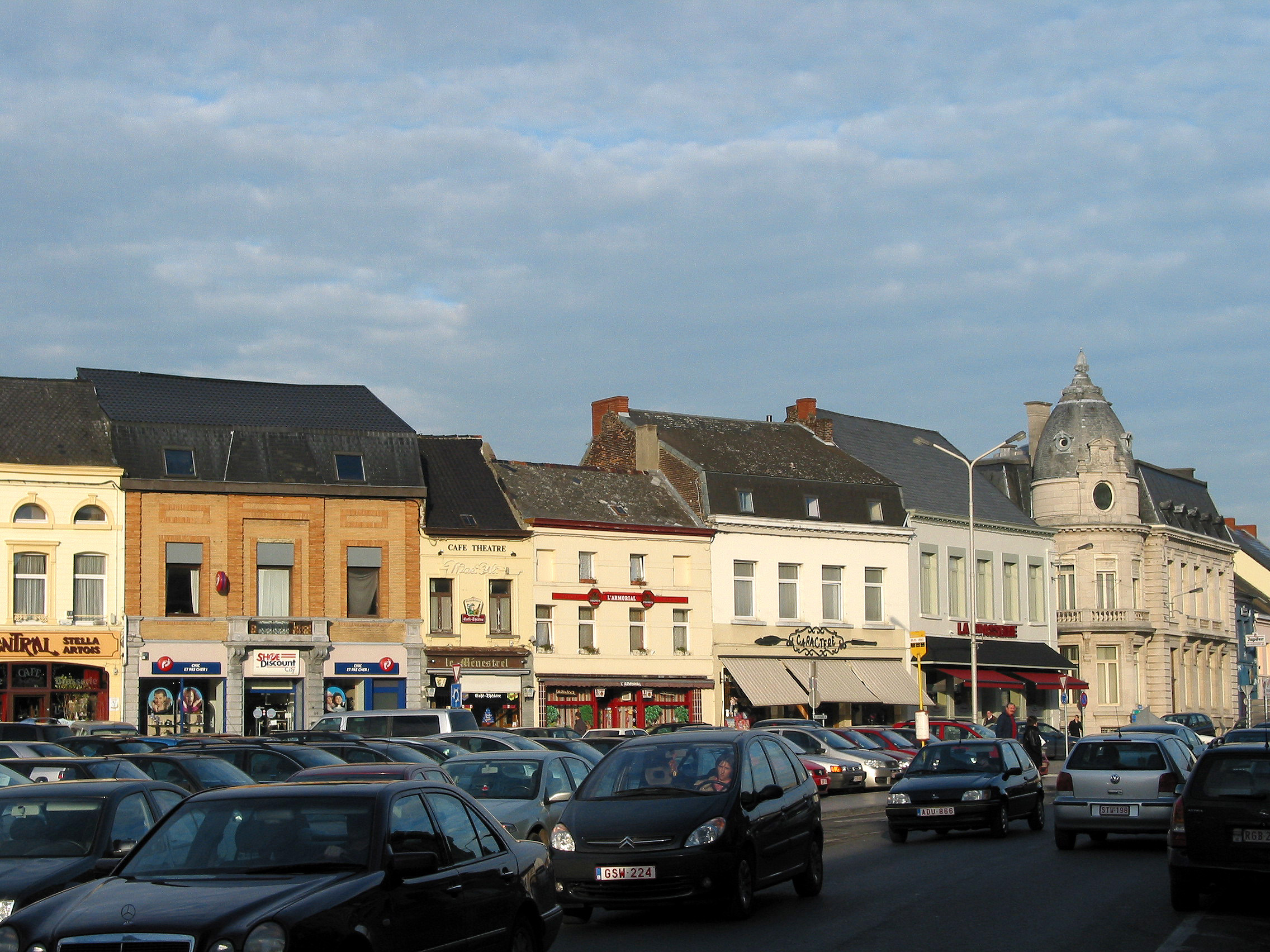
Grand Place
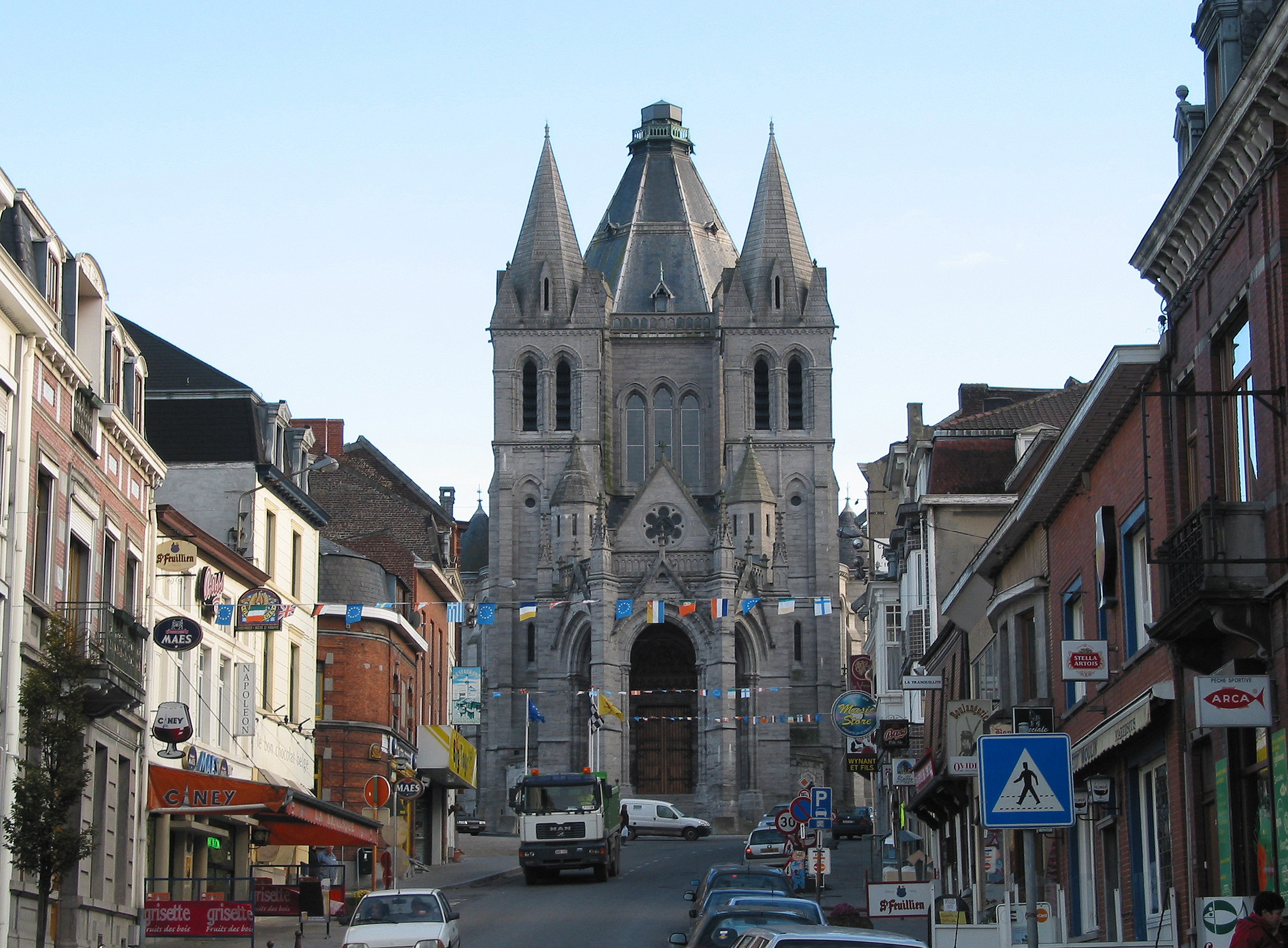
Basilika Unserer Lieben Frau von Bon-Secours

## Nachweise
1. ↑  Website der Gemeinde